# Nadășu, Cluj
Nadășu (în maghiară Kalotanadas) este un sat în comuna Izvoru Crișului din județul Cluj, Transilvania, România. În vechime era cunoscut sub numele de Nadășu Românesc, în maghiară Olah Nadas.
E singurul sat din comună cu majoritate româneasca. În celelalte sate vecine din comună predomină maghiarii.

## Bibliografie

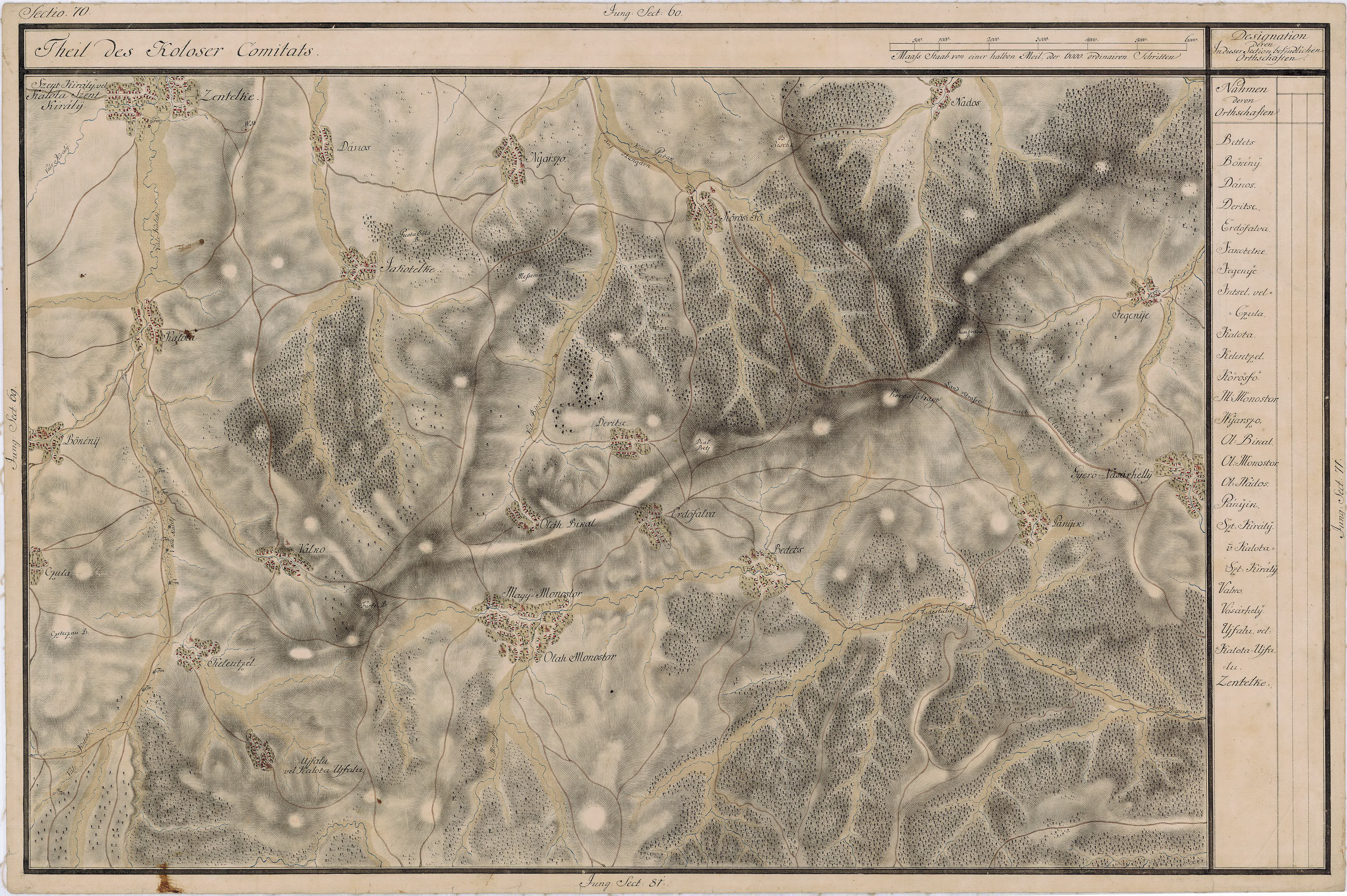
Nadășu pe Harta Iosefină a Transilvaniei, 1769-1773

## Galerie de imagini

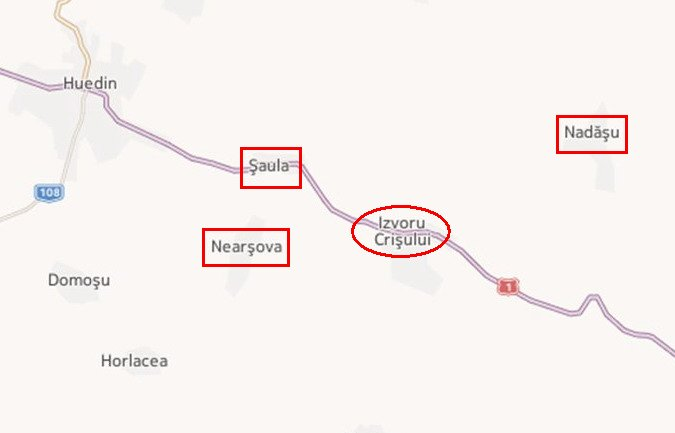
Comuna Izvoru Crişului și satele componente